# Katalin Ordódy
Katalin Ordódy (Bojsza, Levice, 22 de febrero de 1918-Bratislava, 17 de junio de 2000) fue una escritora, periodista y traductora eslovaco-húngara.

## Biografía
Completó sus estudios en su ciudad natal y en Zselíz. Se graduó como profesora en Bratislava en 1938.
Fue empleada de un banco en una sucursal en Zselíz dirigida por su padre, de la cual, más tarde, fue jefa durante muchos años. Tradujo las obras de algunos autores checos y eslovacos, incluidos Alois Kliment, Dobroslav Chrobák, Ján Johanides, al húngaro. Desde 1964 hasta 1972, fue editora jefe de La semana. A principios de los años cincuenta escribió reportajes, poemas, notas líricas, cuentos y, más tarde, se convirtió en novelista. También escribió poemas infantiles y narrativas juveniles. En sus novelas retrató la convivencia eslovaco-húngara de forma realista. Se ocupó de la situación social de la mujer.
Sus escritos fueron publicados principalmente por New Word, Free Farmer, Working Woman y The Torch.

## Premios
- Premio Madách 1972
- Premio del Fondo Literario Eslovaco, 1970 y 1975

## Obras
- 1956 Évi, Pisti, idesüss (cuentos poéticos)
- 1958 Found Life (novela)
- 1961/1982 Generaciones (novela)
- 1963 El viento sopla del Danubio (novela)
- 1968/1978/1988 El extraño (novela)
- 1972/1973/1978 The Narrower Way (novela)
- 1977 Misión (novela)
- 1979 Fuente con ruedas (novela)
- 1985 Interludio Kumadasin (novela)
- 1987 Con el viento mediterráneo (itinerario)
- 1991 La llave y la espada (novela)
- Escándalo en el XXIII. siglo Centro de Congresos y Fundación Universidad Libre, Bp., 1992 (libros Villányi út)
- Dora ; Madách-Posonium, Bratislava, 1994